# Cidade Antiga de Hoi An

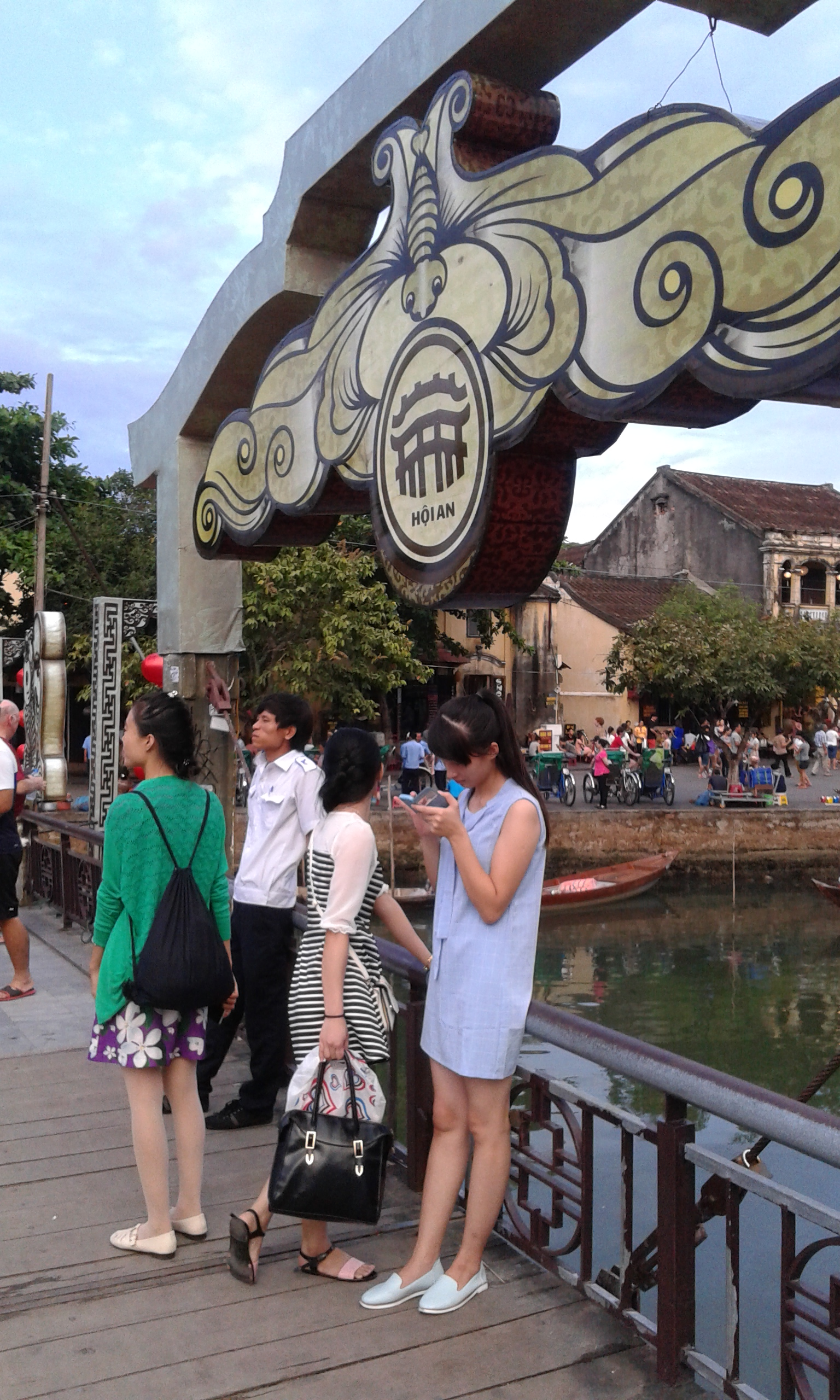
uma vista da rua

A Cidade Antiga de Hoi An, ou simplesmente Hội An, conhecida como Faifo, é um excepcionalmente bem-preservado exemplo de um porto comercial do Sudeste Asiático, datando dos séculos XV a XIX. Os seus edificios e as suas ruas reflectem as influências, indigenas e estrangeiras, que foram combinadas para produzir esta mágnifica cidade antiga, declarada Património Mundial em 1999.